# Erfurter Bahn
Die Erfurter Bahn GmbH (EB, bis 2007 Erfurter Industriebahn, EIB) ist ein Eisenbahninfrastruktur- und Eisenbahnverkehrsunternehmen im Besitz der Landeshauptstadt Erfurt. Die Erfurter Bahn ist Betreiber verschiedener Erfurter Industriebahnen und von Regionalbahn-Linien in Thüringen, Bayern, Sachsen-Anhalt und Sachsen.

## Geschichte
Die Stadt Erfurt betrieb seit dem 8. Mai 1912 im Nordosten eine Industriebahn. Diese konnte auch in den Zeiten der DDR ihre Selbständigkeit bewahren, weil sie als städtischer Eigenbetrieb organisiert war. Nach der Wende versuchte die Stadt, den Fortbestand ihres Bahnbetriebs zu sichern, und gründete am 1. Mai 1990 eine GmbH: Erfurter Industriebahn GmbH (EIB). Alle Gesellschaftsanteile befinden sich im Eigentum der thüringischen Landeshauptstadt Erfurt. Am 20. September 1995 wurde die EIB als erstes städtisches Unternehmen in Ostdeutschland als „öffentliche nichtbundeseigene Eisenbahn“ anerkannt. Doch allein im Schienengüterverkehr sah sie keine Zukunft und bemühte sich daher, in den Schienenpersonennahverkehr in Thüringen einzusteigen. Die Genehmigung hierfür wurde der EIB am 10. April 1997 erteilt und bereits am 15. September dieses Jahres konnte mit dem Freistaat Thüringen der erste Verkehrsvertrag abgeschlossen werden. Dieser umfasste die Strecke Erfurt – Bad Langensalza – Leinefelde – Heiligenstadt und wurde ab 24. Mai 1998 mit dafür beschafften Regio-Shuttles erbracht. Ein Jahr später wurden die Leistungen bis Kassel-Wilhelmshöhe erweitert.
Im Jahr 1999 gründete die EB gemeinsam mit der Hessischen Landesbahn GmbH die Süd-Thüringen-Bahn GmbH (STB) mit Sitz in Meiningen, die seit 2001 fast den kompletten Regionalverkehr in Südthüringen betreibt, einzig die RE-Züge Erfurt–Würzburg werden in diesem Bereich noch von DB Regio betrieben.
2000 übernahm die Erfurter Bahn zudem die Verkehrsleistungen auf der Strecke zwischen Gotha und Bad Langensalza, die 2013 zusammen mit der Strecke von Erfurt nach Heiligenstadt wieder von DB Regio übernommen wurden und im Jahr 2002 die Verantwortung für das Industriegleis im zu dem Zeitpunkt neu erschlossenen Gewerbegebiet Kölleda-Kiebitzhöhe. Zum Fahrplanwechsel am 15. Dezember 2002 wurde zudem der Verkehr auf der Strecke Erfurt-Ilmenau übernommen, den sie 2017 an die Süd-Thüringen-Bahn abgab.
Zum Fahrplanwechsel am 12. Dezember 2004 konnte die EB den Betrieb auf einem Streckennetz im nördlichen Unterfranken bzw. südlichen Thüringen aufnehmen, dem Kissinger Stern (nähere Informationen hierzu unter Unterfranken-Shuttle). Nach erneuter Ausschreibung ist die Erfurter Bahn dort vorerst bis 2026 unterwegs.
Die am 3. März 2007 erfolgte Umbenennung des Unternehmens von Erfurter Industriebahn in die heutige Erfurter Bahn GmbH (EB) dokumentiert die Verlagerung des Geschäftsschwerpunktes.
Ende August 2010 bekam die Erfurter Bahn den Zuschlag für den Personennahverkehr auf dem „Ostthüringer Dieselnetz“. Am 10. Juni 2012 wurde der Betrieb in dem Vergabenetz, das auch Teile von Sachsen, Sachsen-Anhalt und Bayern umfasst, für 12,5 Jahre mit einem Umfang von etwa 4,6 Millionen Zugkilometern pro Jahr aufgenommen. Das Netz umfasst 12 Linien (siehe Liniennetz).
Das Eisenbahn-Bundesamt hat am 24. Januar 2014 den Regio-Shuttle-Triebwagen der Erfurter Bahn nach mehrjähriger Erstellung eines neuen Regelwerks die Steilstreckenzulassung ohne zusätzliche Umbauten erteilt. Damit sind Fahrten auf der Bahnstrecke Plaue–Themar und, wenn betriebsfähig, Suhl–Schleusingen möglich. EB und STB beschäftigten 2014 zusammen etwa 440 Angestellte.
Am 23. September 2016 erhielt die Erfurter Bahn den Zuschlag für den Abschnitt Sömmerda–Buttstädt der Bahnstrecke Straußfurt–Großheringen von Dezember 2017 bis Dezember 2024. Seit Dezember 2017 übernimmt die Transdev GmbH den Fahrschein-Vertrieb für die Erfurter Bahn und die Süd-Thüringen-Bahn als Hintergrunddienstleister. Im Mai 2018 wurde die Erfurter Bahn an vier Tagen durch die GDL bestreikt, wodurch es zu Zugausfällen kam. Bis 2021 soll die Überleitung des bisherigen Tarifvertrags in den GDL-Flächentarifvertrag abgeschlossen sein.
Zum Fahrplanwechsel am 13. Dezember 2020 wurden die unternehmenseigenen Linienbezeichnungen EB und EBx aufgegeben und durch RB bzw. RE ersetzt.
Am 21. November 2022 wurde bekannt gegeben, dass die Erfurter Bahn auch von 2024 bis 2036 das Dieselnetz Ostthüringen betreiben wird. Hierzu wurden sechs gebrauchte Fahrzeuge des Typs LINT 41 von der Bayerischen Regiobahn zusätzlich beschafft und umgebaut. Die Fahrzeuge sind seit Oktober 2023 zwischen Erfurt und Gera im Einsatz. Im Unterschied zur vorherigen Vergabe ist zusätzlich die Linie Weißenfels–Zeitz enthalten, die Verbindung Erfurt–Saalfeld ist dafür nicht mehr in diesem Netz enthalten, und wurde separat ausgeschrieben. Diese wird bis 2028 von der Erfurter Bahn betrieben.

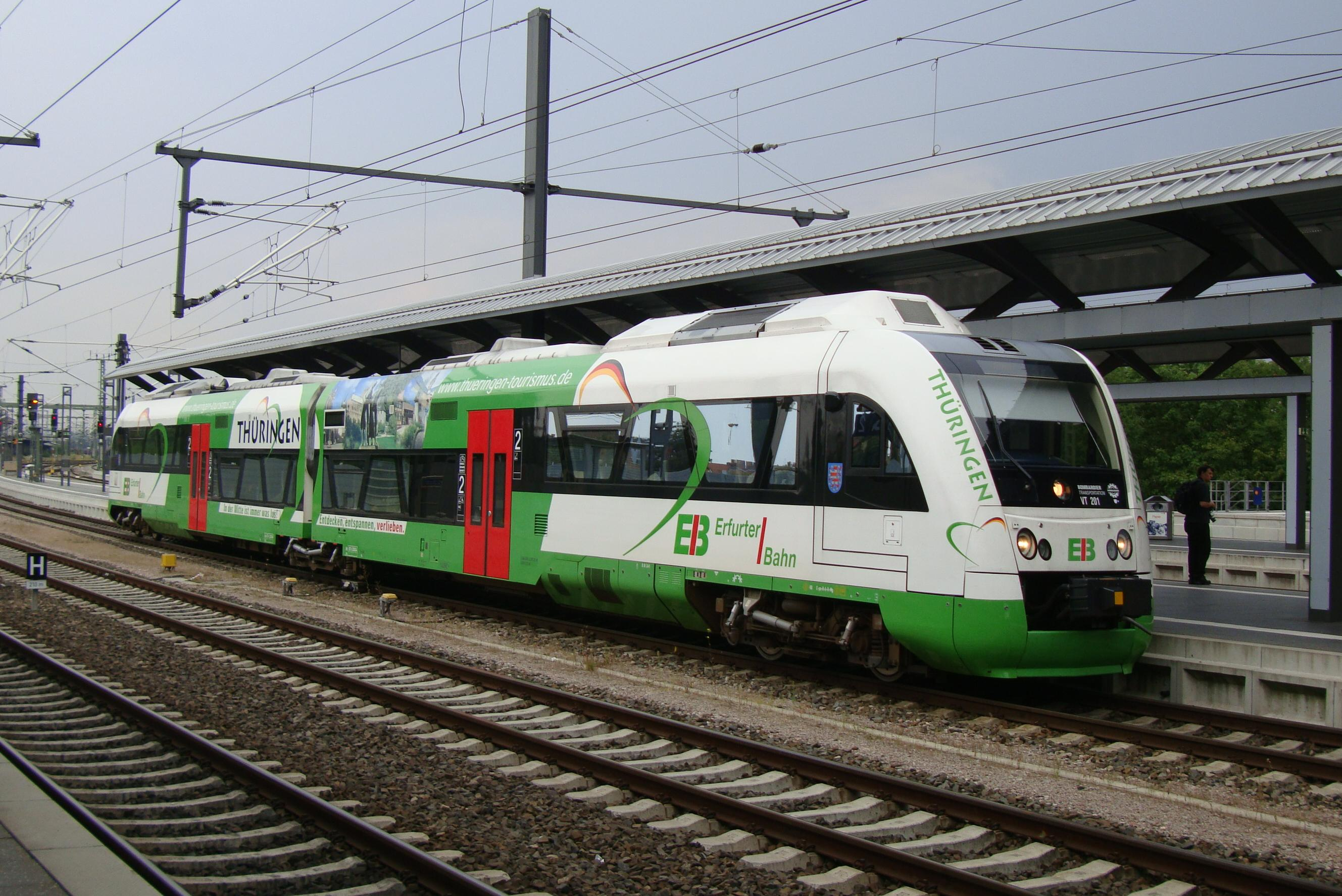
Itino der Erfurter Bahn in Erfurt Hbf
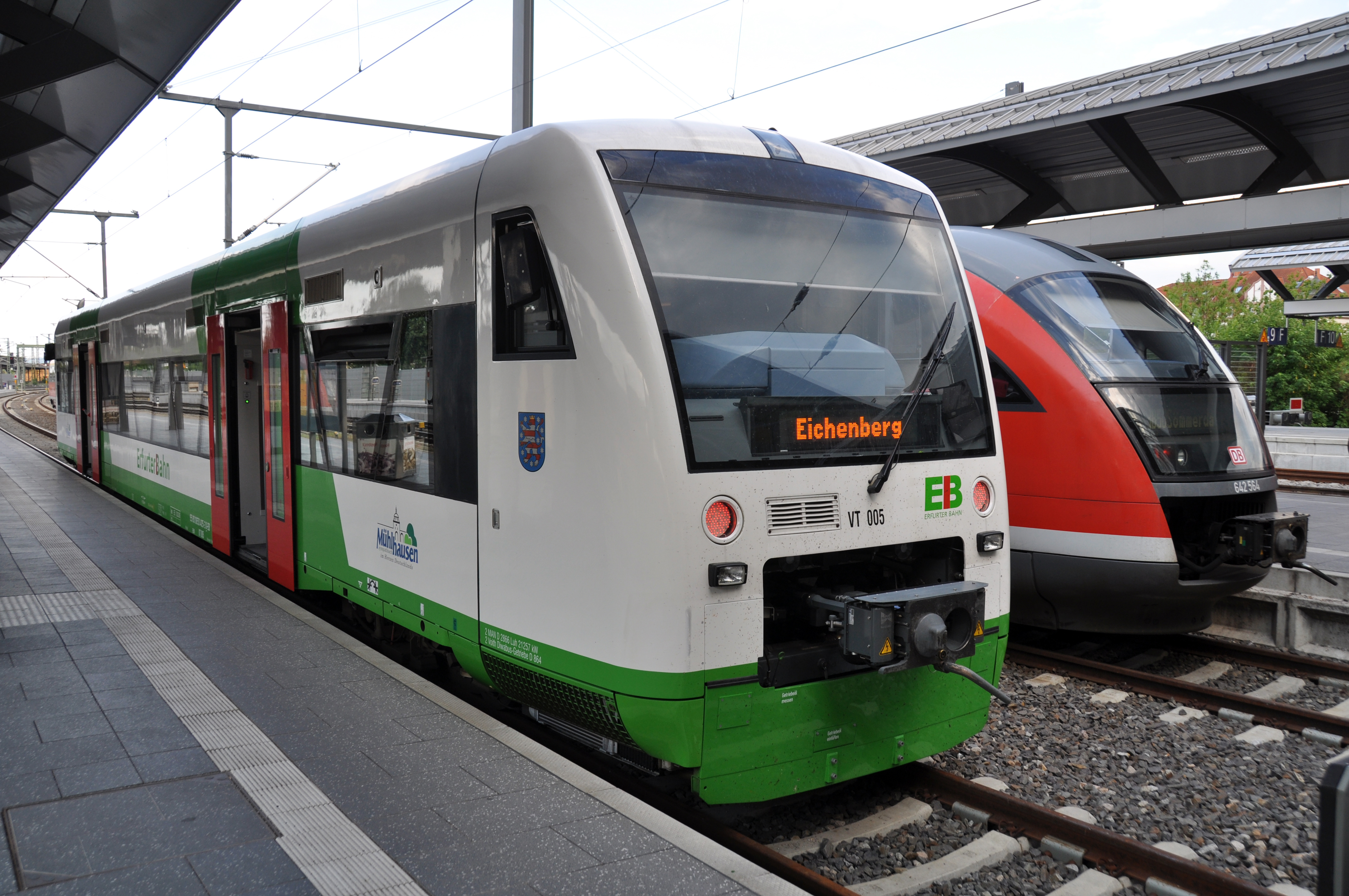
RegioShuttle RS1 in Erfurt Hbf
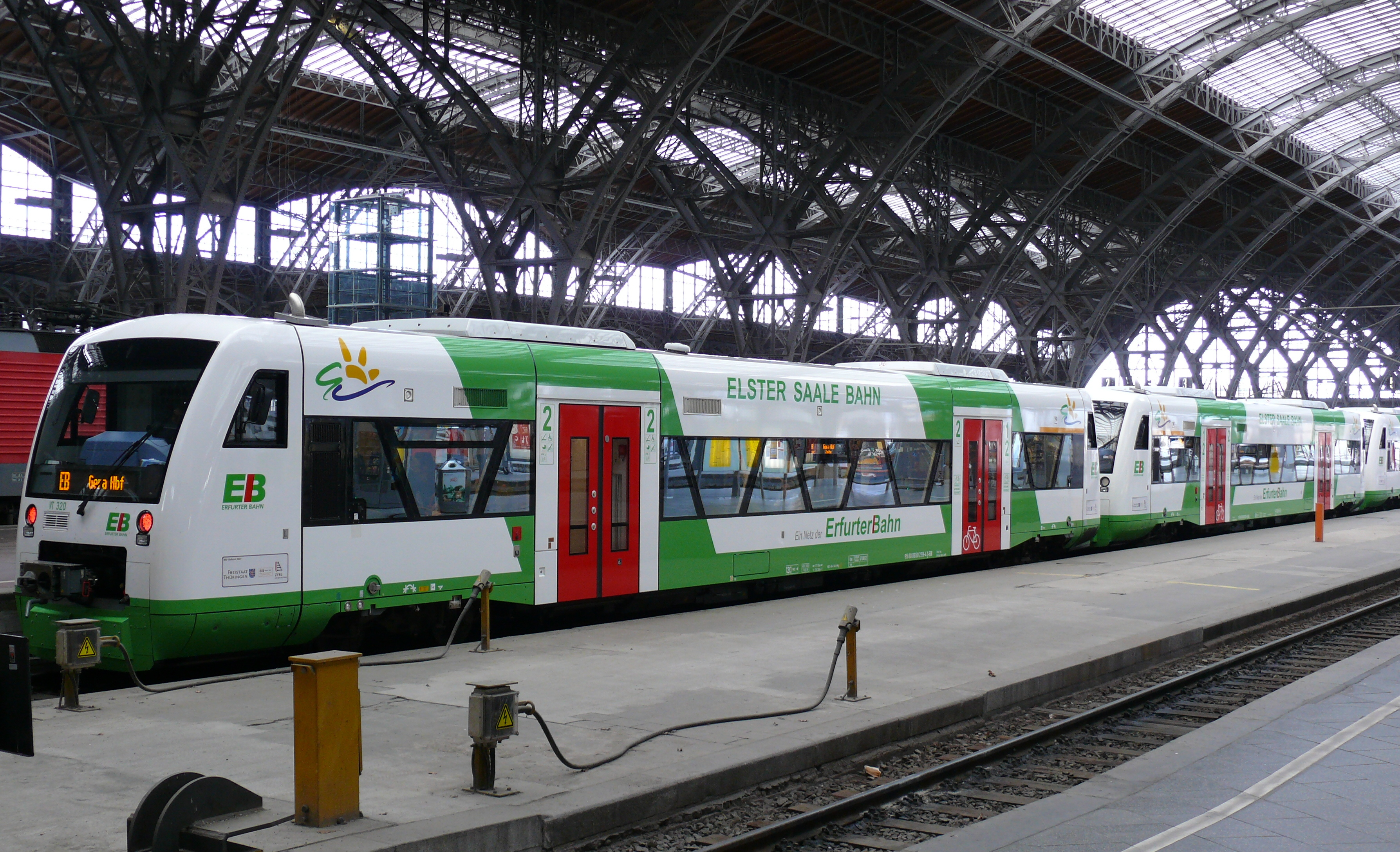
Mehrfachtraktion RS1 in Leipzig Hbf
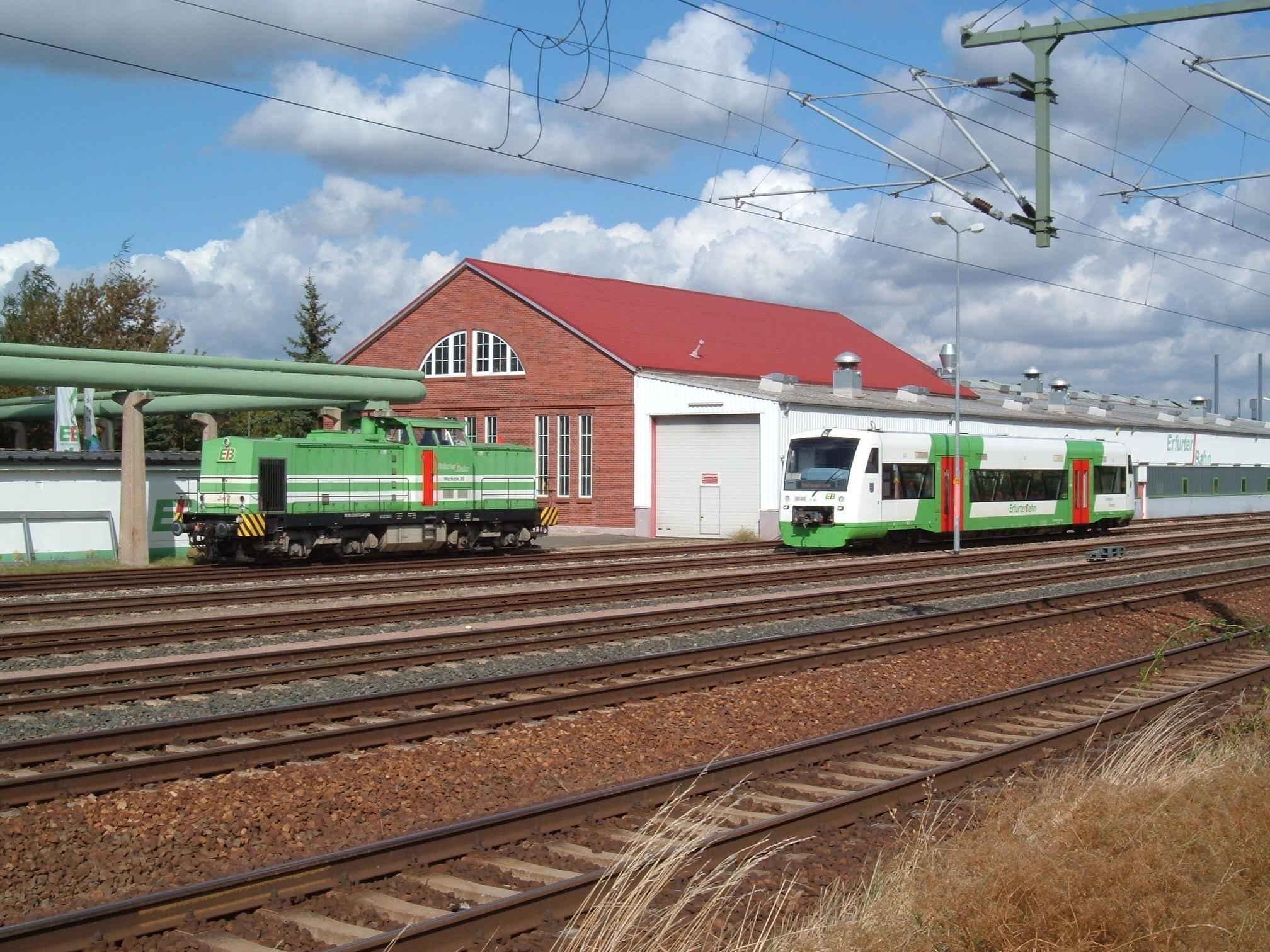
Lok 20 Lisa und ein RS1 der Erfurter Bahn im Betriebswerk Erfurt Ost
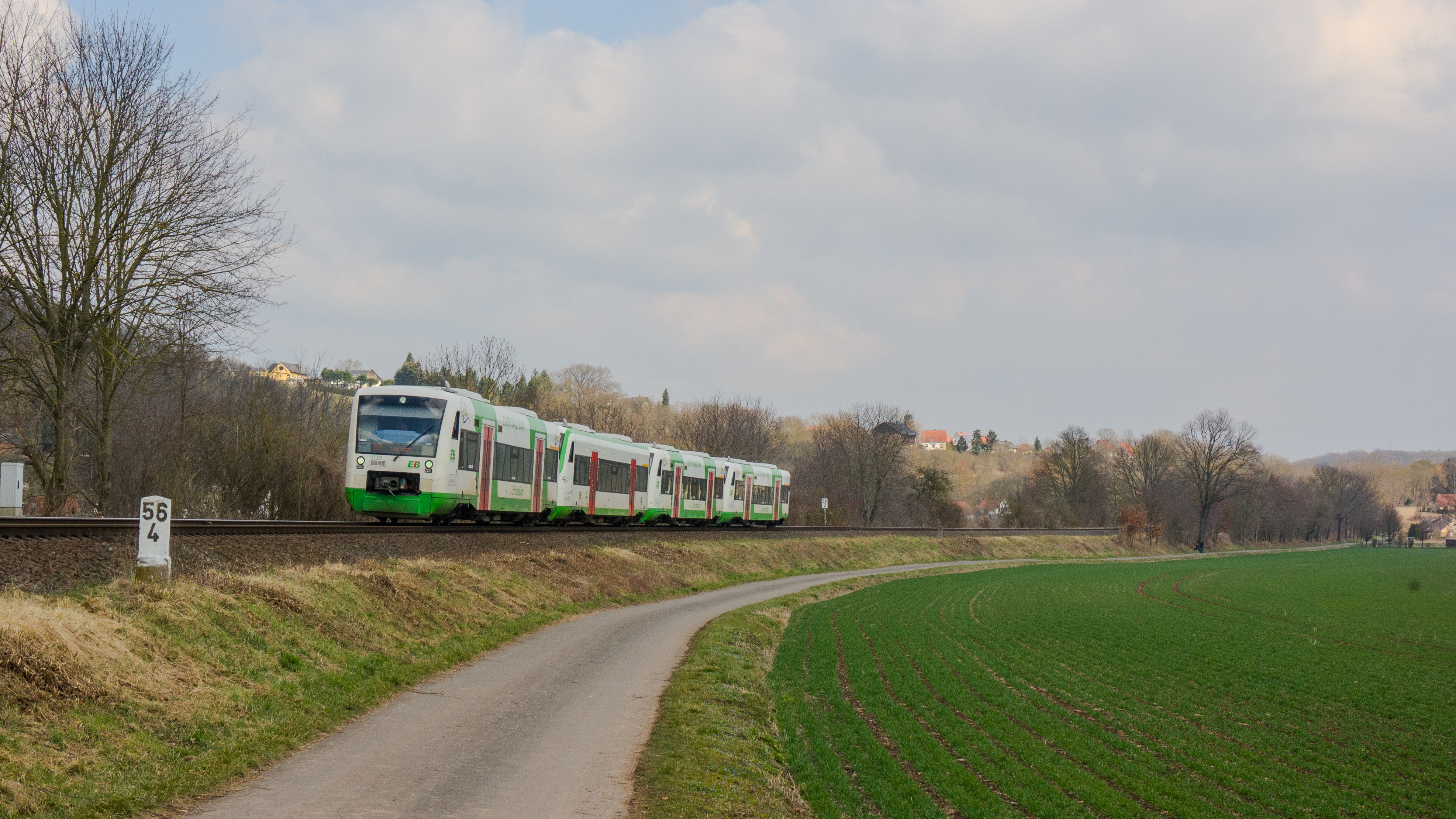
Eine Vierfachtraktion RS1 bestehend aus Zügen der alten und neuen Lackierung (siehe Wagen 2), kurz nach Wetterzeube
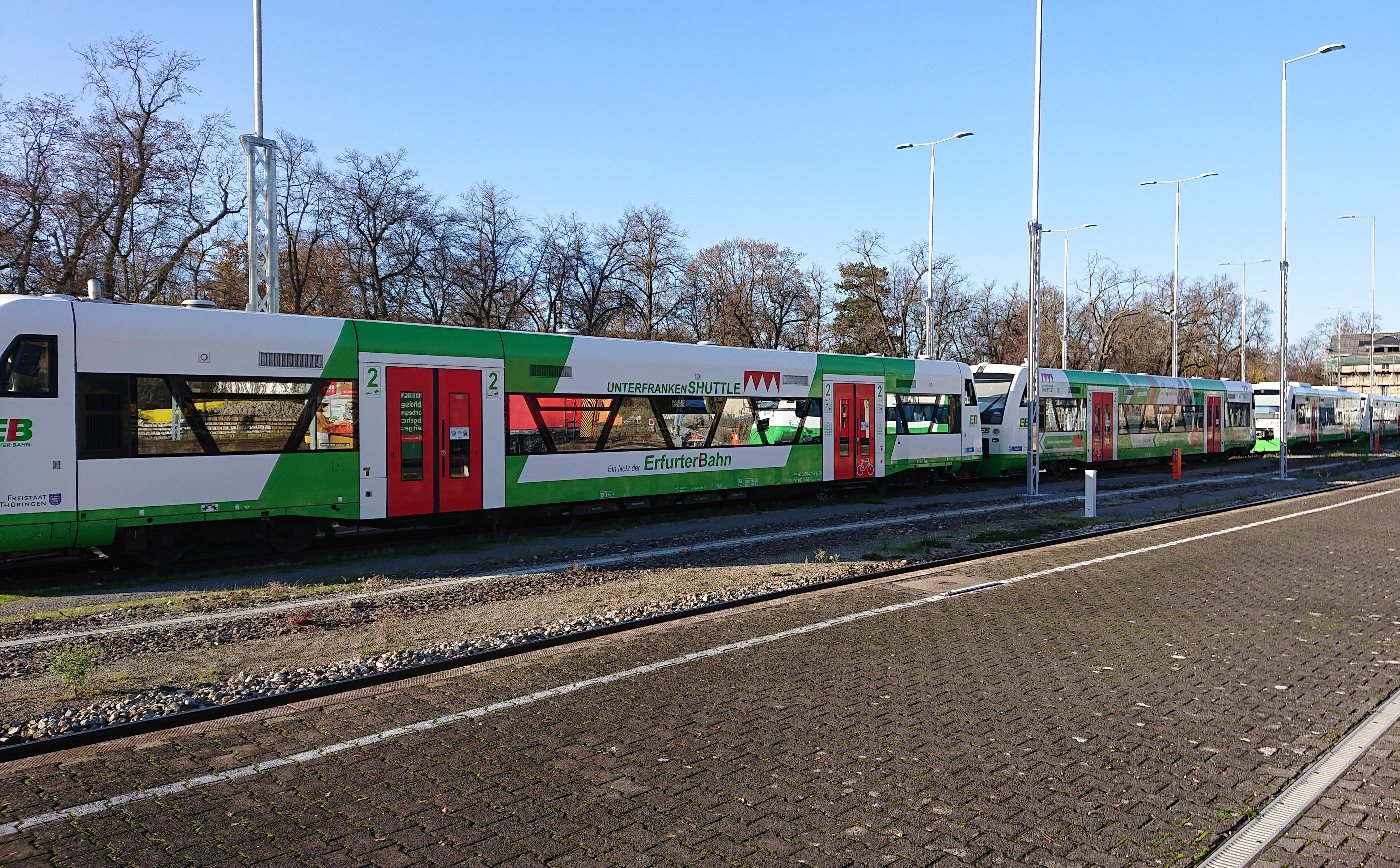
Abgestellte Unterfrankenshuttles im Betriebshof Meiningen

## Liniennetz

### Unterfranken Shuttle
| Linie | Taktfolge (in min) | Laufweg                                                          | Befahrene Strecken                                                    | Kursbuch-Strecken- nummer | Leistungserbringung                   | Logo |
| ----- | ------------------ | ---------------------------------------------------------------- | --------------------------------------------------------------------- | ------------------------- | ------------------------------------- | ---- |
| RB 40 | 120                | Schweinfurt – Ebenhausen – Mellrichstadt – Meiningen             | Schweinfurt–Meiningen                                                 | 570, 815                  | 12. Dezember 2004 – 12. Dezember 2026 |      |
| RB 50 | 120                | Schweinfurt – Ebenhausen – Bad Kissingen – Hammelburg – Gemünden | Gemünden–Bad Kissingen Ebenhausen–Bad Kissingen Schweinfurt–Meiningen | 803, 815                  | 12. Dezember 2004 – 12. Dezember 2026 |      |

Sämtliche Züge enden in Schweinfurt nicht im Hauptbahnhof, sondern fahren weiter in Richtung Bamberg bis zum innenstadtnah gelegenen Haltepunkt Schweinfurt Stadt. Die Linien sollen ab 2028 in das Südthüringen-Unterfranken-Netz (SUN) integriert werden.

### Elster Saale Bahn
Der Markenname Elster Saale Bahn wurde zum 100-jährigen Betriebsjubiläum der Erfurter Bahn bekannt gegeben und wird seitdem für die Strecken des Ostthüringer Dieselnetzes verwendet.
| Linie | Taktfolge (in min) | Laufweg                                                                    | Befahrene Strecken                                                  | Kursbuch-Streckennummer | Leistungserbringung               | Logo |
| ----- | ------------------ | -------------------------------------------------------------------------- | ------------------------------------------------------------------- | ----------------------- | --------------------------------- | ---- |
| RE 12 | 120                | Leipzig – Zeitz – Gera – Weida – Pößneck – Saalfeld – Blankenstein (Saale) | Leipzig–Saalfeld                                                    | 550 555                 | 10. Juni 2012 – Dezember 2036     |      |
| RB 13 | 120                | Gera – Weida – Zeulenroda – Hof                                            | Gera–Weida Weida–Mehltheuer Mehltheuer–Hof                          | 546                     | 10. Juni 2012 – Dezember 2036     |      |
| RB 21 | 60 / 120           | Erfurt – Weimar – Jena – Gera                                              | Erfurt–Weimar Weimar–Gera                                           | 565                     | 10. Juni 2012 – Dezember 2036     |      |
| RB 22 | 120                | Leipzig – Zeitz – Gera – Weida – Pößneck – Saalfeld                        | Leipzig–Saalfeld                                                    | 550 555                 | 10. Juni 2012 – Dezember 2036     |      |
| RB 26 | 60                 | Weimar – Bad Berka – Kranichfeld                                           | Weimar–Kranichfeld                                                  | 579                     | 10. Juni 2012 – Dezember 2036     |      |
| RB 28 | 120                | Jena Saalbahnhof – Orlamünde – Pößneck                                     | Jena–Orlamünde Orlamünde–Pößneck                                    | 559                     | 10. Juni 2012 – Dezember 2036     |      |
| RB 32 | 120                | Saalfeld – Bad Lobenstein – Blankenstein (Saale)                           | Saalfeld–Hockeroda Hockeroda–Unterlemnitz Unterlemnitz–Blankenstein | 557                     | 10. Juni 2012 – Dezember 2036     |      |
| RB 76 | 60                 | Weißenfels – Zeitz                                                         | Weißenfels–Zeitz                                                    | 551                     | 15. Dezember 2024 – Dezember 2036 |      |

### Erfurter Bahn
| Linie | Taktfolge (in min) | Laufweg                                   | Befahrene Strecken                                            | Kursbuch-Strecken- nummer | Leistungserbringung                                                        | Logo |
| ----- | ------------------ | ----------------------------------------- | ------------------------------------------------------------- | ------------------------- | -------------------------------------------------------------------------- | ---- |
| RB 23 | 60                 | Erfurt – Arnstadt – Rottenbach – Saalfeld | Erfurt–Neudietendorf Neudietendorf–Arnstadt Arnstadt–Saalfeld | 561                       | 10. Juni 2012 – Dezember 2028 bis Dezember 2024 Teil der Elster Saale Bahn |      |
| RB 27 | 120                | Sömmerda – Buttstädt                      | Sömmerda–Buttstädt                                            | 594                       | 10. Dezember 2017 – 14. Dezember 2029                                      |      |

Im Berufsverkehr und im Wochenend-Nachtverkehr verkehren einzelne Züge zwischen Erfurt, Weimar und Apolda.

### Ehemalige Linien

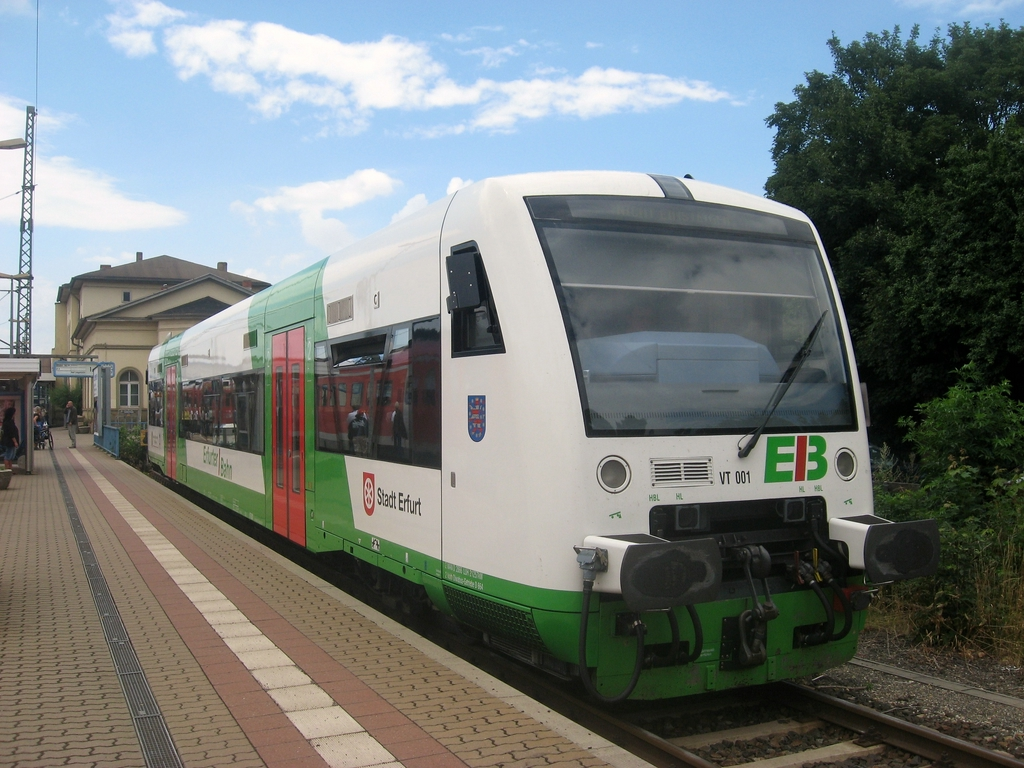
VT 001 der Erfurter Bahn im Bahnhof Gotha

- EB 1: Erfurt Hbf – Bad Langensalza – Mühlhausen – Leinefelde – Eichenberg (seit 24. Mai 1998) und weiter nach Kassel-Wilhelmshöhe (betrieben Mai 1999–Dezember 2013, ab Dezember 2006 reduziert)
- EB 2: Gotha – Bad Langensalza (betrieben Mai 2000–Dezember 2013)

Zum Fahrplanwechsel im Dezember 2006 bestellte der Nordhessische Verkehrsverbund einen Großteil der SPNV-Leistungen der EB auf seinem Gebiet ab, so dass der Großteil der Züge bereits in Eichenberg wendete und nur noch einzelne Fahrten bis Kassel-Wilhelmshöhe durchgebunden wurden. Nach massiven Fahrgastbeschwerden und einem signifikanten Rückgang der Reisendenzahlen fuhr die EB seit dem 1. April 2007 auf eigenwirtschaftlicher Basis wieder einen Großteil der Züge zwischen Eichenberg und Kassel-Wilhelmshöhe, was nach eigenen Angaben etwa 80 Prozent der bis zum Fahrplanwechsel 2006 auf diesem Abschnitt erbrachten Zugkilometer entspricht. Ein zunächst morgens und gleichfalls eigenwirtschaftlich nach Göttingen geführtes Zugpaar wendete seit dem Fahrplanwechsel 2007 auch in Kassel-Wilhelmshöhe. Am 15. Dezember 2013 wurde der Betrieb auf den Linien 1 und 2 an die DB Regio abgegeben.
Die Linie Erfurt – Ilmenau – Rennsteig wurde im Dezember 2017 sowie die Servicestation am Bahnhof Ilmenau an die Tochtergesellschaft Süd-Thüringen-Bahn abgegeben, die diese zuvor schon im Auftrag der Erfurter Bahn bedient hat. Die 2 Fahrten der RE 47 wurde zum Fahrplanwechsel 2024 in die RB 23 integriert.
| Linie              | Taktfolge (in min)               | Laufweg                                                                | Befahrene Strecken                                            | Kursbuch-Strecken- nummer | Leistungserbringung                    | Logo |
| ------------------ | -------------------------------- | ---------------------------------------------------------------------- | ------------------------------------------------------------- | ------------------------- | -------------------------------------- | ---- |
| EB 46 (zuvor EB 3) | 60                               | Erfurt – Neudietendorf – Arnstadt – Plaue (Thür) – Ilmenau – Rennsteig | Erfurt–Neudietendorf Neudietendorf–Plaue Plaue–Rennsteig      | 566                       | 14. Dezember 2002 bis 9. Dezember 2017 |      |
| RE 47              | unregelmäßig (2 Fahrten täglich) | Erfurt – Arnstadt – Rottenbach – Saalfeld                              | Erfurt–Neudietendorf Neudietendorf–Arnstadt Arnstadt–Saalfeld | 561                       | 10. Juni 2012 – 14. Dezember 2024      |      |

## Infrastruktur

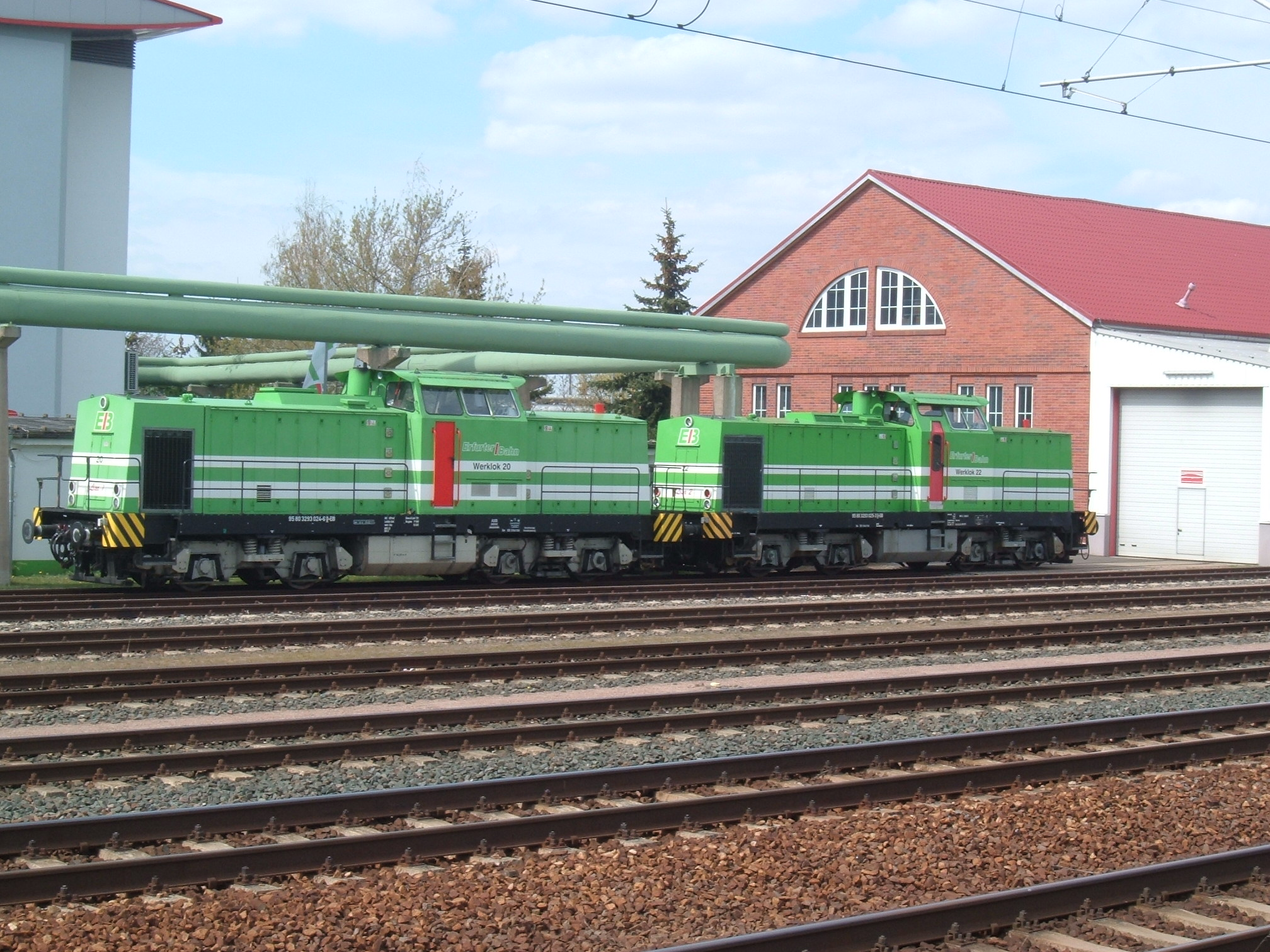
Loks 20 und 22 Lisa I und Lisa II in Erfurt Ost

Die EB betreibt als Eisenbahninfrastrukturunternehmen ein eigenes Netz von Anschlussbahnen mit einer Gleislänge von 17 Kilometer in den Industriegebieten Erfurt-Ost und -Nord.
Eine unternehmenseigene Werkstatt befindet sich direkt am Unternehmenssitz am Erfurter Ostbahnhof.

## Güterverkehr
Für den Güterverkehr auf ihrem eigenen Streckennetz – und darüber hinaus – werden zwei Diesellokomotiven der DR-Baureihe V 100 als Lok 20 und 22 vorgehalten. Bis 1998 bildete der Güterverkehr den Schwerpunkt des Unternehmens. Der Höhepunkt wurde allerdings schon 1987 erreicht, als 236.700 Güterwagen bewegt und 9.200 Züge abgefertigt wurden.

## Zugtaufen und Werbezüge
Im Rahmen von regionalen Veranstaltungen wurden einige Triebfahrzeuge der EB mit touristischer oder kommerzieller Werbung versehen:
| Triebzug- nummer | Namensgebung                                            | Zeitraum der Anschrift | Veranstaltungsort    | Bemerkung Bild            |
| ---------------- | ------------------------------------------------------- | ---------------------- | -------------------- | ------------------------- |
| VT 001           | Stadt Erfurt/erwicon                                    | -                      | -                    |                           |
| VT 002           | Pfefferminzbahn                                         | -                      | -                    |                           |
| VT 014           | Stadt Schweinfurt Schweinfurt – Zukunft findet Stadt    | -                      | -                    |                           |
| VT 017           | Stadt Hammelburg 1300 Jahre Hammelburg                  | -                      | -                    |                           |
| VT 022           | Fränkisches Freilandmuseum Fladungen mit dem Rhön-Zügle | -                      | -                    |                           |
| VT 201           | Thüringen                                               | -                      | -                    | Bombardier Itino          |
| VT 301           | Landkreis Saalfeld-Rudolstadt                           | -                      | -                    |                           |
| VT 302           | Stadt Zeitz                                             | -                      | -                    |                           |
| VT 303           | Ilmtal-Urlaub                                           | -                      | -                    |                           |
| VT 304           | Stadt Hof Hof – in Bayern ganz oben                     | -                      | -                    |                           |
| VT 305           | Otto-Dix-Stadt Gera                                     | -                      | -                    |                           |
| VT 306           | Weimar, Kulturstadt Europas                             | -                      | -                    |                           |
| VT 314           | CLARA19 / Jubiläumsjahr Clara Schumann Leipzig          | 13. September 2018     | Leipzig Hauptbahnhof | zuvor „Luther in Leipzig“ |

Anmerkungen zur Tabelle
1. ↑  außen, an der Stirnseite der Triebwagen angeschrieben
2. ↑  Datum, ab der die Namensänderung wirksam wurde. Dies ist entweder der Tag der Festzeremonie oder das offizielle neue Zulassungsdatum eines bereits beschrifteten Fahrzeugs, welches nachträglich umgebaut oder umnummeriert worden ist. Das zweite Datum (bis) gibt an, ab wann der Name vom Triebzug entfernt und auf ein anderes Fahrzeug übertragen worden ist.
3. ↑  Ort der Taufzeremonie